# Molly McGee et le Fantôme
Molly McGee et le Fantôme (The Ghost and Molly McGee) est une série télévisée d'animation américaine créée par Bill Motz et Bob Roth et diffusée entre le 1er octobre 2021 et le 13 janvier 2024 sur Disney Channel. 
En France, la série est diffusée depuis le 2 février 2022 sur Disney Channel.

## Genèse
Molly McGee est une petite fille pleine de vie et très tournée vers les autres. Cependant, une aventure magique la lie à présent à Scratch, un fantôme grincheux.

## Distribution

### Voix originales
- Ashly Burch : Molly McGee
- Dana Snyder : Scratch
- Michaela Dietz : Darryl McGee
- Jordan Klepper : Pete McGee
- Sumalee Montano : Sharon McGee
- Lara Jill Miller : Libby Stein-Torres
- Alan Lee : Oliver "Ollie" Chen
- Sue Ann Pien : Juniper "June" Chen
- Stephanie Sheh : Esther Chen
- Leonard Wu : Ruben Chen
- Jules Medcraf : Andrea Davenport
- Aparna Nancherla : Sheela
- Eden Riegel  : Kat
- Julia Jones : Miss Lightfoot
- Jane Lynch : Mrs. Roop
- Jenifer Lewis : Patty
- Patton Oswalt : Mr Brunson
- Pamela Adlon : Leah Stein-Torres
- Eugene Byrd : le Principal O'Connor
- Trevor Devall : Irving l'Illusioniste
- Thomas Lennon : Maxwell Davenport
- Jessica Keenan Wynn : Mrs. Davenport
- Grey Griffin : Joanie Pataky
- Danny Trejo : Bobby Daniels
- Kimberly Brooks : Adia

### Voix françaises
- Aaricia Dubois : Molly McGee
- Alain Elloy : Scratch
- Alexis Flamant : Darryl McGee
- Benjamin Thomas : Pete McGee
- Monia Douieb : Sharon McGee
- Helena Coppejans : Libby Stein-Torres
- Eléonore Meeus : Lucretia, Joaniee Pataky, Mme Roop
- Nicolas Matthys : Sir Alister, Jeff, Mr. Davenport, Kenny Star
- Franck Dacquin : Bartholomew, Bobby
- Élisabeth Guinand : Grimbella, Jinx, Mme Davenport
- Arthur Dubois : Oliver "Ollie" Chen
- Alexandre Crépet : Ruben Chen
- Laeticia Lienart : Juniper "June" Chen
- Valérie Muzzi : Esther Chen
- Audrey D'hulstère : Mme Stein-Torres
- Brieuc Lemaire : Principal O'Connor, JR
- Micheline Tziamalis : Mme Lightfoot
- Nancy Philippot : Andrea Davenport
- Bernadette Mouzon : Grand-mère Nin
- Marie Braam : Sheela, Deb, Gertrude
- Julie Dieu : Heyun, Abigail
- Alessandro Bevilacqua : West, Geoff, Hidalgo, Nashua
- Sébastien Hébrant : Larry Le Bizarre
- Pierre Bodson : Seigneur Sombre, Connor
- Jean-François Rossion : Oncle David
- Marie Alexandre : Emmie
- Nathalie Hons : Patty
- Didier Colfs : Maire
- Grégory Praet : Ernie

Version française
- Société de doublage : Dubbing Brothers Belgique
- Direction artistique : Véronique Fyon
- Adaptation des dialogues : Marie Laroussinie
- Adaptation et direction des chansons : Nathalie Delattre et Virginie Acariès

## Épisodes
| Saison | Saison | Épisodes | États-Unis       | États-Unis      |
| Saison | Saison | Épisodes | Début de saison  | Fin de saison   |
| ------ | ------ | -------- | ---------------- | --------------- |
|        | 1      | 20       | 1er octobre 2021 | 9 juillet 2022  |
|        | 2      | 21       | 1er avril 2023   | 13 janvier 2024 |

### Saison 1 (2021-2022)
1. La malédiction / Premiers effrois (The Curse / First Day Frights)
2. Harriet la hurleuse / Un don surnaturel (Howlin' Harriet / The (Un)natural)
3. Scène en plein air / Le meilleur concert du monde (Getting the Band(shell) Back Together / The Greatest Concert Ever)
4. Maman doit travailler / Hourra pour Mollywood ! (Mama's Gotta Hustle / Hooray for Mollywood!)
5. Abraham le pas si honnête / Les meilleures Nin-tensions (Not So Honest Abe / The Best of Nin-tensions)
6. Mazel Tov, Libby ! / Mauvaises intentions (Mazel Tov, Libby! / No Good Deed)
7. Le coup du navet / Malédiction, oui ou non ? (The Turnip Twist / All Systems No)
8. Désastre monumental / Concours de talent (Monumental Disaster /Talent Show)
9. Le secret / Le vrai meilleur ami (Scratch the Surface / Friend-Off)
10. La fête des lumières / Sauver Noël (Festival of Lights / Saving Christmas)
11. La princesse de glace / À vos marques, prêts, neige ! (Ice Princess / Ready, Set, Snow!)
12. La soirée jeux / La mauvaise samaritaine (Game Night / The Don't-Gooder)
13. Procès fantôme / Jumeaux de tête (Innocent Until Proven Ghostly / Twin Trouble)
14. Molly devient chèvre / Le fantôme affamé (Goat Your Own Way / A Very Hungry Ghost)
15. Zéro point-hanté / Bobby le mauvais garçon (Scare Tactics / The Bad Boy Bobby Daniels)
16. Citizen McGee / Le stage (Citizen McGee / The Internship)
17. Le porte-chance / Enfermés (The Lucky Penny / Lock, Stock, and Peril)
18. Sortis et de retour à la maison / Sa maison, c'est celle qu'on hante (Out of House and Home / Home is Where the Haunt Is)
19. Faire peur, c'est être gentil / Détresse nocturne (Scaring is Caring / All Night Plight)
20. Le jeu est terminé / Molly contre Le Monde des fantômes (The Jig is Up / Molly vs. The Ghost World)

### Saison 2 (2023-2024)
1. Nouveaux voisins, nouvelle vie (The New (Para)Normal)
2. Le farfadet des histoires / Darryl en péril (Book Marks the Sprite / Double, Double Darryl & Trouble)
3. Journée peinture / Un soda inoubliable (Faint of Art / A Soda to Remember)
4. La dernière à grandir / Il fait toujours beau à Grand-Soleil (A Period Piece / It's Always Sunny in Sunnyland)
5. Le bal de Brighton / Davenport à la demande (I Wanna Dance with Some-Ollie / Davenport's on Demand)
6. Une sombre poupée / Fête dans l'au-delà (A Doll to Die For / The (After)life of the Party)
7. Cauche-monstres à Brighton (Frightmares on Main Street)
8. L'exorcisme de Brighton / 100% Molly McGee (The Unhauting of Brighton Video / 100% Molly McGee)
9. Le requin fantôme / Grand-mère Nin déménage (All Shark No Bite / Nin-dependence)
10. Le père de Libby / La révolution du Danseur Papa (Like Father Like Libby / Dance Dad Revolution)
11. La poisse ! / Le match de Ballo-Navet (Jinx! / Let's Play Turnipball!)
12. Molly McGee est le fantôme / Tout est dans l'esprit (The Ghost IS Molly McGee / All in the Mind)
13. Les héros zéro carbone / Davenport en voie de disparition (Carbon Zero Heroes / Davenport's in Demise)
14. Toile de mensonges / La chute de Kenny Star (Web of Lies / Kenny's Falling Star)
15. Bienvenue à NecroComic-Con / Prêt à l'impression (Welcome to NecroComic-Con / Fit to Print)
16. La Ferme de la vallée du sourire / Le grand geste (Smile Valley Farm / The Grand Gesture)
17. Les multiples vies de Scratch / Alaka-Sham ! (The Many Lives of Scratch / Alaka-Sham!)
18. F.O.N.A.A. ! / Début de partie (F.O.N.A.A.! / Game On)
19. De la neige pour Noël / Une journée parfaite (White Christmess / Perfect Day)
20. Jinx contre le monde humain (Jinx vs. The Human World)
21. La vie de Scratch (The End)